# Familie Petz
Die Bärenfamilie Petz stand im Zentrum des vom ORF in 198 Folgen ausgestrahlten „Betthupferls“ des Wiener Urania-Puppentheaters von jeweils nur wenigen Minuten Länge. Die Familie besteht aus dem kleinen Pezi, Großvater, Vater und Mutter Petz. Sie leben in einem Haus im kleinen Felsental Nummer 7. Vater Petz arbeitet im Zirkus in Oberbärenstadt und kommt immer nur am Wochenende nach Hause. Mit seinem Freund Fips, einer Maus, und dem Hasen Hoppl, der Katze Minki, dem Drachen Dagobert und der Ziege Meckerle erlebt Pezi viele Abenteuer. In vielen Folgen kommt Pezis Ausruf „Krawuzi-Kapuzi!“ vor. Die Sendungen werden nicht mehr gezeigt, Pezi ist aber noch immer als Begleiter des Kasperls aktiv. 
Titelmelodie der „Familie Petz“ ist die Musette in D-Dur (BWV Anh. 126) aus dem Notenbüchlein für Anna Magdalena Bach von Johann Sebastian Bach in der Bearbeitung von Wendy Carlos. 